# Mikołaj Nieświęty
Mikołaj Nieświęty (fr. Le père Noël, ang. Santa Claus!, niem. Lieber Weihnachtsmann, włos. Un amico molto speciale, 2014) – francusko-belgijski film komediowy w reżyserii Alexandra Coffre. Scenariusz autorstwa Fabrica Carazzo, Rachela Palmieri.

## Fabuła
Boże Narodzenie. Sześcioletni Antoine stoi w oknie i marzy by spotkać wreszcie Świętego Mikołaja i pojechać z nim w kulig, w gwiazdy...
Kiedy nagle na balkon spada zakapturzona postać z białą brodą, zachwycony malec uważa, że jego marzenie właśnie się spełnia. Chłopczyk kompletnie nie zdaje sobie sprawy, że nie stoi przed nim Święty Mikołaj,tylko włamywacz grasujący w drogich apartamentach bogatej dzielnicy. Mimo wszelkich wysiłków w przebranego złodzieja Antoine nie pozwala się zbyć i podąża za swoim „Mikołajem” w nadziei, że ten naprawdę zabierze go w gwiezdny kulik. Przedziwny duet wybiera się w pełną przygód, złodziejską wycieczkę po dachach Paryża. Obaj nawet nie przewidują, że naprawdę spełnią swoje marzenia. Antoine wraca do domu do matki i pewnego dnia w supermarkecie, bawiąc się z matką za pomocą radiotelefonów, usłyszy znajomy głos swojego przyjaciela, który został zatrudniony w supermarkecie.

## Utwory wykorzystane w filmie[2]
- MC Hammer - „U Can’t Touch This”
- Cee Lo Green - „What Christmas Means to Me”
- Fitz And The Tantrums - „The Walker”
- James Blunt - „Bonfire Heart”

## Budżet
Budżet filmu wyniósł 10.8 milionów dolarów amerykańskich.

## Obsada
- Tahar Rahim – Święty Mikołaj
- Victor Cabal – Antoine
- Annelise Hesme – Matka
- Bastien Guio – Ojciec
- Michaël Abiteboul – Ojciec Fouettard
- Philippe Rebbot – Camille
- Amélie Glenn – Marie
- Jean-François Cayrey – Policjant metra
- Djibril Gueye – Policjant metra

i inni